# Giuseppe Anfora di Licignano
Giuseppe Anfora di Licignano (* 26. September 1828 in Neapel; † 19. Dezember 1894)  war ein italienischer Diplomat.

## Leben
Giuseppe Anfora di Licignano war der Sohn von Elisabetta Gagllani und Raffaele  Anfora di Licignano.
Am 3. Mai 1853 heiratete er Giovanna Luisa Paternò.
Am 22. Oktober 1858 erhielt er Exequatur als Generalkonsul des Königreich beider Sizilien in New York City und war vom 24. September 1860 bis 15. Dezember 1861 Geschäftsträger des Königreich beider Sizilien in Washington.
1868 residierte er als Geschäftsträger des Königreich Italien in Guatemala-Stadt und war zeitgleich in San José, Costa Rica Geschäftsträger.
Von 1883 bis 1892 war er außerordentlicher Gesandter und Ministre plénipotentiaire in Buenos Aires, und Montevideo und vom 25. September 1892 bis 29. November 1894 war er außerordentlicher Gesandter und Ministre plénipotentiaire in Asunción.